# Opharus rema
Opharus rema är en fjärilsart som beskrevs av Paul Dognin 1891. Opharus rema ingår i släktet Opharus och familjen björnspinnare. Inga underarter finns listade i Catalogue of Life.